# Șandra, Mîronivka
Șandra (în ucraineană Шандра) este o comună în raionul Mîronivka, regiunea Kiev, Ucraina, formată numai din satul de reședință.

## Demografie
Componența lingvistică a comunei Șandra
     Ucraineană (94,33%)
     Rusă (4,3%)
     Alte limbi (0,58%)
Conform recensământului din 2001, majoritatea populației comunei Șandra era vorbitoare de ucraineană (94,33%), existând în minoritate și vorbitori de rusă (4,3%).